# لايندين جوتش
لايندين جوتش (بالإنجليزية: Lynden Gooch)‏ (24 ديسمبر 1995 بسانتا كروز في الولايات المتحدة - ) هو لاعب كرة قدم أمريكي في مركز الوسط. شارك مع منتخب الولايات المتحدة تحت 20 سنة لكرة القدم. أما مع النوادي، فقد لعب مع نادي دونكاستر روفرز ونادي سندرلاند ونادي غيتزهد.

## مسيرته الكروية
لعب لايندين جوتش خلال مسيرته الاحترافية مع 3 أندية في ستة مواسم وسجل خلالها 18 هدفًا ضمن 121 مباراة. ولم يفز بأي موسم بالكأس أو بالدوري.
خاض لايندين جوتش مسيرته مع نادي غيتزهد في موسم 2014–15 لمدة موسم واحد، مشاركًا في 7 مباريات سجل خلالها هدفًا واحدًا. ثم انتقل إلى نادي دونكاستر روفرز في موسم 2015–16 لمدة موسم واحد، حيث شارك في 10 مباريات ولم يسجل أي هدف. لينتقل بعدها إلى نادي سندرلاند في موسم 2016–17 ليلعب معه أربعة مواسم، مشاركًا في 104 مباراة سجل خلالها 17 هدفًا.

## وصلات خارجية
- لايندين جوتش على موقع قاعدة بيانات كرة القدم.إي يو (الإنجليزية)
- لايندين جوتش على موقع ناشيونال فوتبول تيمز (الإنجليزية)
- لايندين جوتش على موقع Soccerbase.com (لاعب) (الإنجليزية)
- لايندين جوتش على موقع Soccerway.com (الإنجليزية)
- لايندين جوتش على موقع عالم كرة القدم.نت (الإنجليزية)
- لايندين جوتش على موقع AS.com (الإسبانية)